# Spoorlijn Karthaus Nordost - Karthaus West
De spoorlijn Karthaus Nordost - Karthaus West is een Duitse spoorlijn in Rijnland-Palts en als spoorlijn 3122 onder beheer van DB Netze. De lijn vormt verbinding tussen de spoorlijn Ehrang - Igel en de spoorlijn Koblenz - Perl over de Moezel bij Karthaus tussen de aansluitingen W190 en W172.

## Geschiedenis
Het traject werd op 25 mei 1860 geopend als onderdeel van de verbinding tussen Saarbrücken en Trier.

## Treindiensten
| Serie        | Treinsoort             | Route                                                                                     | Bijzonderheden                        |
| ------------ | ---------------------- | ----------------------------------------------------------------------------------------- | ------------------------------------- |
| RE 5100RE 11 | Regional-Express (CFL) | Luxemburg – Wasserbillig – Igel – Trier Hbf – Wittlich Hbf – Cochem (Mosel) – Koblenz Hbf |                                       |
| RB 5150      | Regionalbahn (CFL)     | Luxemburg – Wasserbillig – Trier Hbf                                                      | Op werkdagen, enkele treinen per dag. |

## Aansluitingen
In de volgende plaatsen is of was er een aansluiting op de volgende spoorlijnen:
aansluiting Karthaus Nordost W190
DB 3140, spoorlijn tussen Ehrang en Igel
aansluiting Moselbrücke W195
DB 3121, spoorlijn tussen de aansluiting Karthaus Nordwest W199 en de aansluiting Karthaus Moselbrücke W195
aansluiting Moselbrücke W162
DB 3123, spoorlijn tussen de aansluiting Karthaus Moselbrücke W162 en de aansluiting Karthaus Mitte W156
aansluiting Karthaus West W172
DB 3010, spoorlijn tussen Koblenz en Perl

## Elektrificatie
Het traject werd in 1974 geëlektrificeerd met een wisselspanning van 15.000 volt 16⅔ Hz.